# Anna Maria di Brandeburgo-Bayreuth
Anna Maria di Brandenburgo-Bayreuth (Bayreuth, 30 dicembre 1609 – Sopron, 8 maggio 1680) è stata una nobildonna tedesca.

## Biografia
La margravia Anna Maria nacque a Bayreuth come terzogenita di Cristiano e di Maria di Hohenzollern, nel 1609.
Il 19 ottobre del 1639 sposò a Ratisbona il principe Giovanni Antonio I di Eggenberg, restando vedova dieci anni dopo.
Morì nel 1680 a Sopron.

## Discendenza
Anna Maria di Brandenburgo-Bayreuth e Giovanni Antonio I di Eggenberg ebbero due figlie e due figli:
- Maria Elisabetta (1640-1715);
- Giovanni Cristiano (1641-1710);
- Maria Francesca (8 aprile 1643 circa - 1643);
- Giovanni Sigifredo (1644-1713).